# Lívia de Bueno
Lívia de Bueno, née le 27 août 1983 à Niterói dans l'État de Rio de Janeiro, est une actrice brésilienne.

## Filmographie
- 2006 Avassaladoras - A Série (pt) (série télévisée) : Cris
- 2006-2007 Bicho do Mato (pt) (série télévisée) : Daniela
- 2010 Malu de Bicicleta (pt) : Rê
- 2011 Oscar Freire 279 (pt) (série télévisée) : Dora
- 2011 O Homem do Futuro : Daise
- 2012 Os Buchas (pt) (série télévisée) : Kátia
- 2012 Paraísos Artificiais : Lara
- 2012 Programa do Jô (série télévisée) : elle-même
- 2013 Se Puder... Dirija! (en)
- 2013 Saramandaia (série télévisée) : Laura Rosado
- 2016 Barata Ribeiro, 716 : Elizabeth
- 2017 One Against All (série télévisée) : Carolina
- 2018 Lorenz Fractal (court métrage) : Khari